# 卡納 (紐約州)
卡納（英語：Karner）是位於美國紐約州奧爾巴尼縣的非建制地區。

## 歷史
卡納的郵局於1881年設立，其後於1912年停運。

## 地理
卡納所處的海拔為高於海平面98米（即321英呎），而該地所採用的時區為UTC-5，即北美东部时区（EST）。同時該地設有夏令時間，為UTC-5調快一小時，即UTC-4（EDT）。